# 10372 Moran
A 10372 Moran (ideiglenes jelöléssel 1995 FO10) a Naprendszer kisbolygóövében található aszteroida. Spacewatch fedezte fel 1995. március 26-án.